# 小洪山站
小洪山站位于中华人民共和国湖北省武汉市武昌区，是武汉地铁8号线的地铁车站。

## 车站结构
车站为地下三层12m岛式车站。车站主体布置在八一路与科技小路交叉路口处，沿八一路东西向呈一字型布置。

### 楼层分布
| 地面     | 地面                       | 出入口                               |  |  |
| 地下一层 | 站厅                       | 售票机、客服中心、武漢通充值、洗手間 |  |  |
| 地下二层 |                            | █ 8号线 往金潭路（下一站：洪山路）   |  |  |
|          | 岛式站台，左侧车门将会打开 |                                      |  |  |
|          |                            | █ 8号线 往军运村（下一站：街道口）   |  |  |

### 车站出口
|                 |      |      |  |
| 出口編號        | 設施 | 照片 |  |
| A               |      |      |  |
| B               |      |      |  |
| 注： 設有升降機 |      |      |  |

## 鄰近地點
武汉大学（文理学部、工学部、社会科学学部）

### 内部链接
- 武汉地铁车站列表